# ナチュラルエイト
株式会社ナチュラルエイトは、東京都渋谷区にある日本の芸能事務所である。

## 概要
2009年9月設立。代表取締役の大橋由佳はくりぃむしちゅーがプライムに所属していた頃のチーフマネージャー。所属タレントは5組で、同事務所から移籍したメンバーが中心となっている。近年は、元NHKアナウンサーの有働由美子が所属したことでも話題となった。
2025年7月11日、所属していた全タレントが新たに立ち上げられた「株式会社チャッターボックス」に移籍することを発表。これにより所属タレントは不在となる。新事務所立ち上げの理由としては、事務所社長がタレントらのギャランティのほか、事務所内の会計・税務処理における不透明な動きなどのトラブルを引き起こし、同年1月に失踪していたことが週刊誌等で取り上げられ、タレントらなどから不満が上がっていたためと報じられている。

## 活動
かつて公式サイト内にて『コトブキツカサ＆浜ロンの“ナチュラルエイトラジオ”』というポッドキャストを配信していた。

## 過去の所属タレント
- くりぃむしちゅー（上田晋也・有田哲平）
- マツコ・デラックス
- 有働由美子
- コトブキツカサ
- エイトブリッジ（別府ともひこ・篠栗たかし）
- 浜ロン（2022年1月よりフリー[3]）

## 新規事業
- マツコロイド[4]